# Barbara Butch
Leslie Barbara Butch (París, 17 de marzo de 1981), conocida como Barbara Butch, es una DJ y activista francesa.

## Biografía
Nacida en 1981 en París, Leslie Barbara Butch creció en el VII distrito en una familia judía. Su padre, francés de origen marroquí, es pintor de edificios, su madre, de origen asquenazí, es secretaria.
Desde pequeña tocó numerosos instrumentos y grabó mixtapes.
Dejó París a los 22 años para trasladarse a Montpellier, donde dirigió de 2004 a 2008 un restaurante, L'Arrosoir, en el que debutó como DJ. Cuando cerró, decidió dedicarse a su carrera como DJ. En 2013, retornó a la capital y empezó a tocar en pequeños bares como Les Souffleurs o Le Raymond, luego en lugares más grandes como la Rosa Bonheur, la Machine du Moulin Rouge, el Glazart.

## Proyectos de arte
Barbara Butch se dio a conocer entre el público gay en 2013 en Internet y en Souffleurs, un bar parisino del IV distrito. Esto le permitió dedicarse por completo al DJ mix y abandonar un trabajo en ventas.
En 2017, fue artista asociada en el Centro Coreográfico Nacional de Caen en Normandía para un DJ set de cierre del programa de regreso a clases en asociación con Ola Maciejewska, Alban Richard y Mélanie Cholet.
En 2019, mezcló en el Festival Paris Est Têtu.
En 2020, durante el primer encierro debido a la pandemia de Covid-19, lanzó las veladas virtuales de lappartchezmoi los sábados por la noche en las redes sociales, accesibles para personas oyentes y sordas.
En febrero de 2021 posó para una campaña virtual del perfume La belle, de Jean-Paul Gaultier.
En julio de 2024, actuó como DJ en la ceremonia inaugural de los Juegos Olímpicos. Aparece en el octavo cuadro titulado «Festividad» en una escenografía que recuerda a una bacante, algunos internautas la ven como una interpretación de la obra La fiesta de los dioses de Jan Van Bijlert. Ataviada con un tocado de diosa griega, la acompañan las drag queens francesas Nicky Doll, Paloma y Piche, así como el bailarín estrella Germain Louvet y la bailarina Princess Madoki. Amenazada de muerte, presentó una denuncia.

## Activismo
En febrero de 2020, apareció en la portada de Télérama, ilustrando la portada «El flagelo de la gordofobia: pero ¿por qué rechazamos a los grandes?» mientras posa desnuda. Esta fotografía está sujeta a censura por parte de Instagram y Facebook.
Feminista, lesbiana y activista por las personas gordas, hace campaña a través de su mirada, su trabajo y en las redes sociales oponiéndose a la gordofobia y la homofobia. Como consecuencia de este compromiso, es víctima de ciberacoso.
Fue coordinadora del centro LGBT de la oficina de recepción y atención a migrantes.
En 2019 participó en eventos CLAQ — Comité de Liberación y Empoderamiento Queer y Gaytorade — y mezclado gratuitamente en apoyo al movimiento huelguístico de las amas de llaves del hotel Ibis Batignolles.
En 2022 apareció en el cortometraje Extra large dirigido por Marina Ziolkowski. Junto a Rosa Bursztein y Bérengère Mc Neese, interpreta una distopía en la que la gordofobia de la sociedad se lleva al absurdo.

## Premios
En diciembre de 2021, fue elegida personalidad del año durante la cuarta ceremonia Out d'or, organizada por la Asociación de Periodistas LGBT (AJL).